# Sybra parastrandiella
Sybra parastrandiella là một loài bọ cánh cứng trong họ Cerambycidae.